# Guacara (paroisse civile)
Pour les articles homonymes, voir Guacara.
Guacara est l'une des trois paroisses civiles de la municipalité de Guacara dans l'État de Carabobo au Venezuela. Sa capitale est Guacara, chef-lieu de la municipalité, dont elle constitue l'une des deux entités dont ses quartiers orientaux et son centre.

## Géographie

### Relief
La paroisse civile recouvre une large bande nord-sud ayant pour limites les rives septnetrionales du lac de Valencia au sud, les reliefs du parc national San Estebán au nord, dont les cerros El Buitre, Vigirimita, La Plantación, La Josefina, El Pozote et Las Rosas, et les topos El Tigre, Ereigue et Guayabal et enfin le pico Vigirima. 

### Démographie
La paroisse civile est constituée de plusieurs entités démographiques dont celle à proprement parler de Guacara, formant les quartiers centraux et occidentaux de Guacara, chef-lieu de la municipalité dont elle constitue l'une des deux divisions territoriales, parmi lesquels :
- El Perrote
- El Toco
- Guacara
  - La Floresta
  - Las Tunitas
  - Tesoro del Indio
  - Urbanización El Samán
  - Urbanización El Turumo
- La Compañía
- Negro Primero
- Ojo de Agua
- Vigirima
- Vigirimita